# Суйанель
Суйане́ль (фр. Souilhanels) — коммуна во Франции, находится в регионе Лангедок — Руссильон. Департамент коммуны — Од. Входит в состав кантона Северный Кастельнодари. Округ коммуны — Каркасон.
Код INSEE коммуны — 11382.

## Население
Население коммуны на 2008 год составляло 383 человека.
| 1962 | 1968 | 1975 | 1982 | 1990 | 1999 | 2008 |
| ---- | ---- | ---- | ---- | ---- | ---- | ---- |
| 136  | 147  | 103  | 132  | 197  | 253  | 383  |

## Экономика
В 2007 году среди 272 человек в трудоспособном возрасте (15—64 лет) 169 были экономически активными, 103 — неактивными (показатель активности — 62,1 %, в 1999 году было 76,2 %). Из 169 активных работали 156 человек (80 мужчин и 76 женщин), безработных было 13 (2 мужчин и 11 женщин). Среди 103 неактивных 72 человека были учениками или студентами, 17 — пенсионерами, 14 были неактивными по другим причинам.